# HD 131774
HD 131774，又名CD-3210480，SAO 206112、HR 5562，是一颗位於半人馬座的恒星，视星等为6.06，位于銀經331.34，銀緯23.25，其B1900.0坐标为赤經14h 50m 25.2s，赤緯-32° 23.25′ 52″。